# 约翰内斯·蒂勒 (动物学家)

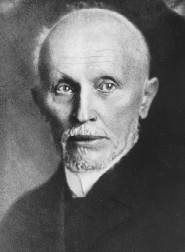
卡尔·赫尔曼·约翰内斯·蒂勒

卡尔·赫尔曼·约翰内斯·蒂勒（德語：Karl Hermann Johannes Thiele；1860年—1935年）是一位专门研究软体动物学的德国动物学家。蒂勒一生描述超过1500种软体动物新物种、出版過超過150本科學著作。他的著名著作有《系统软体动物学手册》（Handbuch der systematischen Weichtierkunde）。
1904年到1925年退休期间，他曾先後担任德累斯頓博物館及柏林動物學博物馆任職；在柏林博物館時亦是软体动物收藏馆馆长。

## 生平
蒂勒出生於東普魯士的戈烏達普（Goldap，今屬波兰瓦尔米亚-马祖里省）。他在柏林的弗里德里希·威廉大學（即今日的柏林洪堡大學）研究自然科學，師從弗朗茨·艾尔哈德·舒尔策，然後轉往海德堡的魯普雷希特·卡爾斯大學（即今日海德堡大学）就讀，並於1886年以論文題目（瓣鰓類物種的口頭葉）取得博士學位。

## 以他命名的分類單元
- 提氏细纹蚶 Verilarca thielei (Schenck & Reinhart, 1938)